# Comitê de Odessa
O Comitê de Odessa, oficialmente conhecido como Sociedade de Apoio aos Agricultores e Artesãos Judeus na Síria e na Palestina, foi uma organização de caridade pré-sionista no Império Russo, que apoiava a imigração para a Terra de Israel, então parte do Império Otomano.

## História

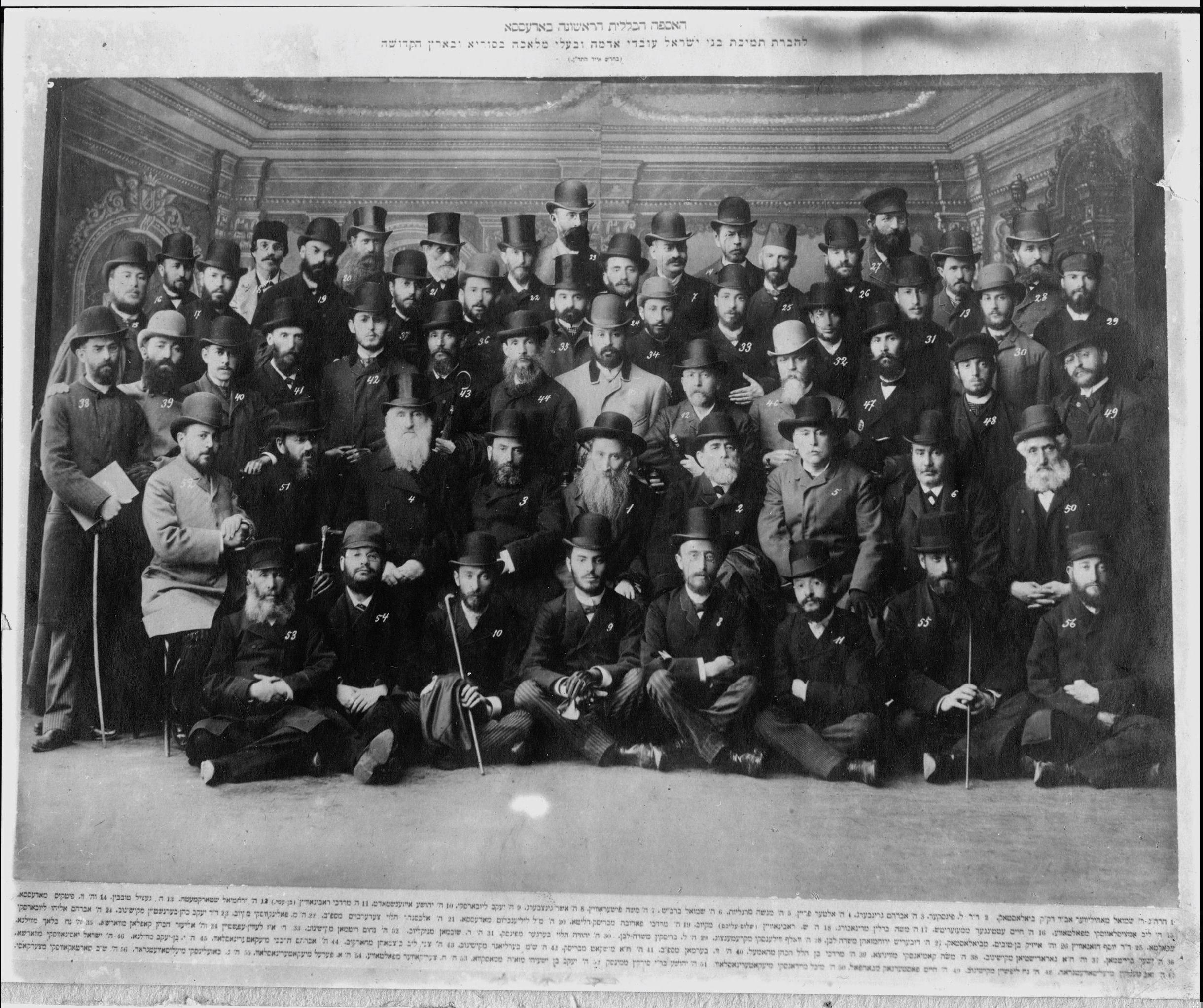
Primeira assembleia geral do Comitê de Odessa, 1890

Os pogroms de 1881-1884 e as Leis de Maio de 1882 deram ímpeto ao ativismo político no meios dos judeus russos e incentivaram sua emigração em massa. Mais de dois milhões de judeus fugiram da Rússia entre 1881 e 1920, a grande maioria emigrando para os Estados Unidos. O governo czarista esporadicamente encorajava a emigração judaica. Em 1882, membros do Bilu e do Hovevei Zion fizeram o que viria a ser conhecido como a Primeira Aliá para a Palestina, então parte do Império Otomano. Inicialmente, essas organizações não eram oficiais e, para obter uma estrutura legalmente reconhecida, uma organização judaica tinha que ser registrada como uma instituição de caridade em vários países europeus e nos Estados Unidos, que forneciam a maior parte do financiamento. Após árduas negociações, o governo russo aprovou a criação da "Sociedade de Apoio aos Agricultores e Artesãos Judeus na Síria e na Palestina" no início de 1890. Teve sua sede em Odessa (hoje na Ucrânia) e foi presidida por Leon Pinsker, sendo dedicada aos aspectos práticos do estabelecimento de assentamentos agrícolas judaicos na Palestina.
Ajudou a estabelecer os assentamentos de Rehovot e Hadera e a reabilitar Mishmar HaYarden no início da década de 1890.
Antes do Primeiro Congresso Sionista em 1897, o Comitê de Odessa contava com mais de 4.000 membros. Quando a Organização Sionista Mundial foi fundada (1897), a maioria das sociedades Hovevei Zion se juntaram a ela. O Comitê de Odessa continuou a funcionar até 1913.